# Trypetisoma pulchripennis
Trypetisoma pulchripennis är en tvåvingeart som beskrevs av Shewell 1977. Trypetisoma pulchripennis ingår i släktet Trypetisoma och familjen lövflugor. Inga underarter finns listade i Catalogue of Life.